# Teledifusão de Macau

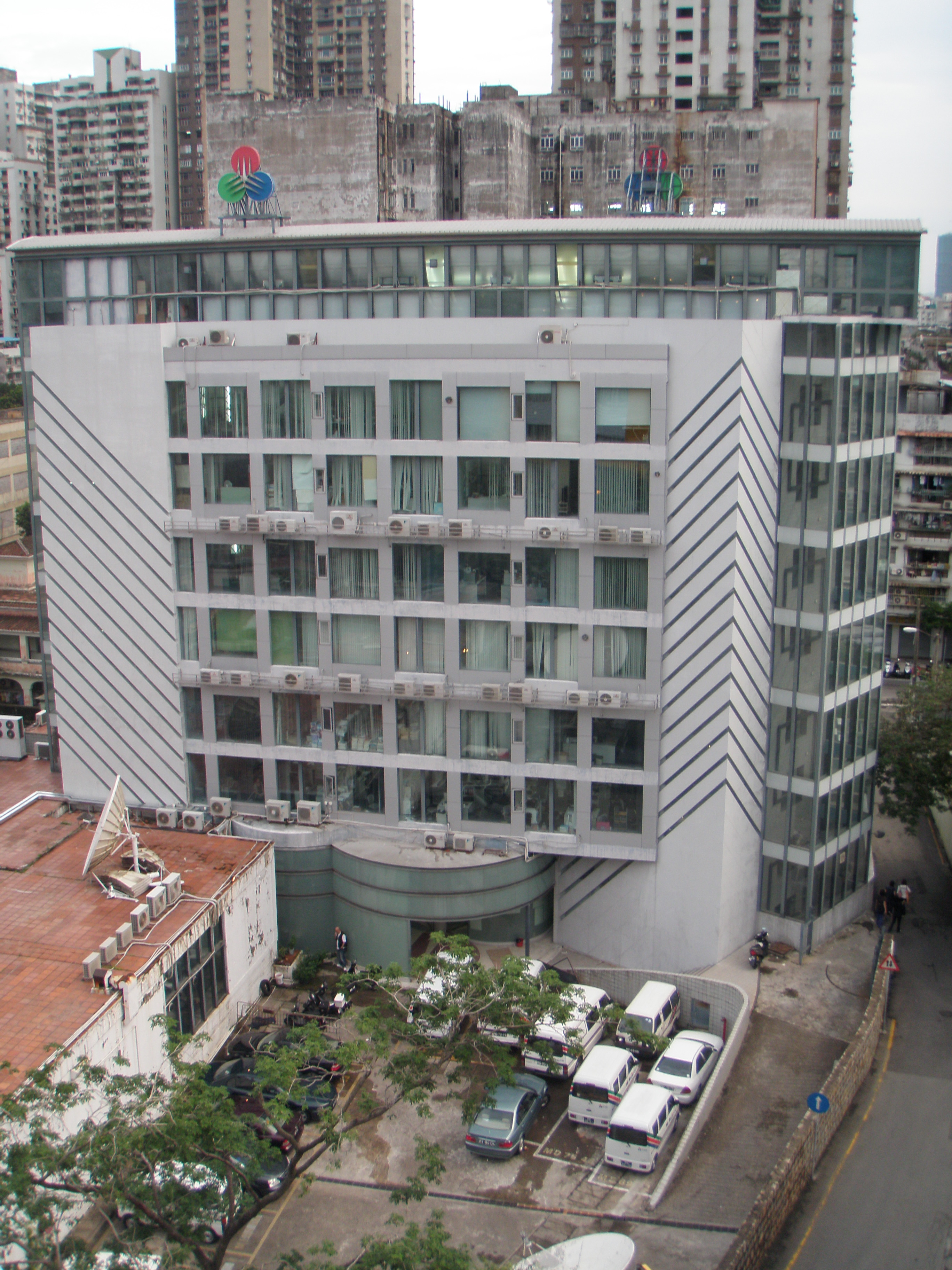
TDM-Gebäude in der Rua de Francisco Xavier Pereira

Teledifusão de Macau S.A. (kurz TDM) ist ein Medienunternehmen aus Macau, das Hörfunk- und Fernsehsender betreibt.
Das Unternehmen wurde am 1. Januar 1982 unter dem Namen Companhia de Televisão e Radiodifusão de Macau als Aktiengesellschaft gegründet. Im Mai 1988 kam es zu einer Neuordnung hin zu einer öffentlich-privaten Partnerschaft und einer Namensänderung zum heutigen Firmennamen. Seitdem ist die Regierung Macaus Mehrheitsaktionär.
Im portugiesischsprachigen und im kantonesischsprachigen Radiosender läuft 24 Stunden Programm. TDM betreibt die erste freie drahtlose Fernsehanstalt in Macau und ist auch heute noch die einzige terrestrische Fernsehanstalt. TDM betreibt die beiden analogen Free-TV-Sender TDM Ou Mun (kantonesischsprachig) und Canal Macau (portugiesischsprachig). Daneben gibt es mit dem Sportkanal TDM Desporto, dem Nachrichtenkanal TDM Informação und dem HDTV-Kanal TDM HD digitale Kanäle. Zudem wird der Satellitensender TDM Macau Satéllite als internationaler Kanal betrieben. Die Unternehmenszentrale befindet sich in der Rua de Francisco Xavier Pereira.
TDM hat für seinen Sportkanal die Medienrechte der UEFA Champions League und der UEFA Europa League von 2012 bis 2015 für Macau erworben.